# Lycaena caudata
Lycaena caudata är en fjärilsart som beskrevs av Tutt. Lycaena caudata ingår i släktet Lycaena och familjen juvelvingar. Inga underarter finns listade i Catalogue of Life.